# 長谷川正彦
長谷川 正彦（はせがわ まさひこ、1906年（明治39年）8月29日 - 没年不詳）は、日本の政治家。大阪府松原市長（2期）。

## 経歴
彦根高等商業学校（現・滋賀大学経済学部）卒業。柏原製油に入り、常務となったが退社。その後、河内信用組合設立委員会委員長を経て、専務理事となり、大伸金属顧問、同会長となった。このほか松原市公安委員長、大阪府公安委員会連合協議会会長、松原市教育委員長などを歴任した。
1967年（昭和42年）松原市長に当選。市長就任後は急増する市の人口に対応するため、道路や教育施設の整備、生活環境の改善、社会教育と福利厚生の充実など次々と施策を遂行した。在任中に清掃工場や老人福祉センター、青少年会館の開設、ゴミの定時収集の開始などがあり、市勢発展に力を尽くした。
2期目途中の1974年（昭和49年）6月21日、補正予算の専決処分をめぐって市議会は市長の長谷川への不信任決議案を提出し、可決された。長谷川は28日に市議会を解散したものの、改選後の市議会では反市長派が、議会の過半数を占め、再度不信任決議が可決されて市長を失職した。